# (6092) Johnmason
(6092) Johnmason est un astéroïde de la ceinture principale.

## Description
(6092) Johnmason est un astéroïde de la ceinture principale. Il fut découvert le 27 juin 1990 à l'observatoire Palomar par Eleanor Francis Helin. Il présente une orbite caractérisée par un demi-grand axe de 2,37 UA, une excentricité de 0,25 et une inclinaison de 9,5° par rapport à l'écliptique.

## Compléments